# 翔殷路駅
翔殷路駅（しょういんろ-えき）は上海市楊浦区翔殷路に位置する上海地下鉄8号線の駅である。

## 駅構造
- 相対式ホーム2面2線の地下駅。出口は4箇所ある。

## 歴史
- 2007年12月29日 - 開業。

## 交通
バスは28、59、80、102、133、139、405、406、453、522、559、577、726、812、813、868、870、大橋三線、大橋五線で乗れる。

## 隣の駅
上海地下鉄
■8号線
嫩江路駅 - 翔殷路駅 - 黄興公園駅